# Bitva u Chiuselly
Bitva u Chiuselly byla jednou z pozemních bitev francouzských revolučních válek, konkrétně druhé koaliční války (1799–1802). Bitva se uskutečnila 26. května 1800 u řeky Chiusella.

## Přechod Alp
Zatím co se Massénova Italská armáda bránila v Janově a Moreauova Rýnská armáda postupovala po směrem do Německa, shromáždil Berthier u Dijonu Záložní armádu o síle 50 000 mužů. S tou měl Napoleon v úmyslu přejít Alpy a vpadnout Rakouské Italské armádě do týlu. Předvoj vyrazil pod velením Jeana Lannese v počtu 9 000 mužů 13. května. Do Velkého Svatobernardského průsmyku dorazil 16. května ráno. Zde se občerstvili a odpočinuli si v hospicu svatého Bernarda. Potom sestupoval dál do údolí Aosty, kde se utkával se sporadickým odporem rakouských posádek. Až 19. května narazili na pevnost u městečka Bard, kde museli zanechat většinu děl (Bard se vzdal až 2. června).

## Bitva
Lannesův předvoj dorazil k mostu přes Chiusellu 25. května. Lannes nechtěl hnát svoje vojáky z pochodu do boje a nechal je celý den odpočívat, zatímco on obhlížel Rakouské pozice. Rakušanům a Piemonťanům patřících do Garde du Corps sardinského krále velel podmaršálek Karl Joseph hrabě Hadik von Futak. Rozdělil svoje vojáky na dvě poloviny. Prvních 4000 mužů obsadilo břeh, na kterém vybudovali valy a okopy. K dispozici měli 20 děl. Druhých 4000 mužů se rozmístilo na výšinách u řeky, aby blokovali případné pokusy o obchvat.
26. května v pět hodin ráno zaútočila Watrinova divize na most. Rakušané však byli připraveni a donutili 6. lehkou půlbrigádu naskákat do řeky. Teprve 22. půlbrigáda se udržela na mostě. Pak vojáci 6. lehké, kteří se vydrápali na břeh na rakouské straně, napadli baterii bránící most a dobyli ho. Díky tomu mohly další půlbrigády přejít most a začít se rozvinovat směrem k hlavním pozicím rakouské pěchoty. Hadik když viděl, že je Francouzů více než předpokládal, poslal k mostu svoji jízdu. Francouzi stihli vytvořit karé a odrazili tři útoky rakouské jízdy. Při jednom útoku byl zabit generál Pálffy von Erdod, který osobně velel čtyřem eskadronám.
Po neúspěšném jezdeckém útoku vydal Hadik rozkaz k ústupu směrem k Romanu. Furnierův 12. husarský se vydal nepřátele pronásledovat, ale generálmajor Pilatti se zbytkem rakouského jezdectva a několika šestiliberkami jeho pronásledování zastavil.

## Důsledky bitvy
Dobytí Ivrey a přechod Chieselly otevřel Napoleonově Záložní armádě cestu dvěma směry. Postupem na Turín bylo možné odlehčit Massénově Italské armádě, která byla obklíčena v Janově. Postupem na Milán bylo možné přetít veškeré pozemní zásobovací linie rakouské armády v Itálii. Zatímco Lannesův předvoj postupoval na Turín, Napoleon se rozhodl postupovat na Milán, který obsadil 2. června.